# ((( j )))
((( j ))) (pronunciat: jota) és un grup de música en català que mescla cançó, jazz, funk i poesia. És actiu després de 2008.
La formació va néixer el 2008, en què van ser finalistes de l'Enganxa't a la música. També van ser classificats a la segona fase del Sona9. Durant el 2010 van col·laborar als CDs del fanzín Malalletra.
El novembre de 2011 van publicar Vincle, el seu primer treball, amb poemes musicats de Dolors Miquel i Joan Brossa, i col·laboracions de Rusó Sala, BlancaLlum Vidal i la mateixa Dolors Miquel.

## Discografia
- ((( j ))) en directe (EP, 2012)
- Vincle (LP, 2011)